# Цветан Соколов
Цветан Николаев Соколов е български волейболист, национал, играещ на пост диагонал. Женен за Деляна Христова. Има двама синове. 

## Биография
Соколов е роден на 31 декември 1989 в Дупница. Прекарва детството и юношеството си в село Ресилово, където живее семейството му.
За волейбола е открит от Христо Райчев, който го вкарва в „Марек Юнион Ивкони“.
Подписва договор с италианския „Тренто“ в 2009 година. Отборът по това време е европейски шампион. В 2011 година подписва нов, 5-годишен договор с Тренто. Печели 2 световни титли, 3 суперкупи и купи на Италия, както и 2 пъти Шампионската лига. За сезон 2012/2013 е взет под наем от Бре Банка Ланути (Кунео) с които достига до финала на Шампионската лига, загубен с 2 – 3 от руския Локомотив (Новосибирск).
През 2013/2014 се връща в Тренто под ръководството на Серниоти и печели суперкупата на Италия.
През 2014/2015 г. подписва с турския Халбанк,  и за втора година печели суперкупата, този път на Турция.
През 2016 г. подписва с италианския Кучине Лубе Банка Марке (Чивитанова).
Обявен е за спортист номер 1 на град Дупница в 2009 година. Соколов влиза в състава на националния отбор на България през септември същата година. Печели бронзов медал на Европейското първенство по волейбол в Турция.

## Успехи
(източници виж статията за Трентино Волей)
- Бронзов медалист от Европейското първенство по волейбол през 2009 г.
- Шампион на Италия с Тренто Волей през 2010 – 2011 г.
- Носител на купата на Италия с Тренто Волей през 2009 – 2010 г.
- Двукратен носител на Шампионската лига с Тренто Волей
- Двукратен шампион на Световното клубно първенство с Тренто Волей
- Най-добър реализатор на световното клубно първенство в Бетим (Бразилия) през 2013 г.[10]
- Носител на Суперкупата на Италия с Тренто през 2013 – 2014 г.
- Носител на Суперкупата на Турция с Халбанк през 2014 – 2015 г.
- Носител на купата на Италия през 2016 – 2017 г. [11]
- Носител на купата на Русия през 2018 - 2019 г. със Зенит (Казан);
- Носител на купата на Русия през 2019 - 2020 г. със Зенит (Казан);
- Шампион на Русия 2020 - 2021 г. [12] със Динамо (Москва).